# 稲葉正明
稲葉 正明（いなば まさあき/まさあきら）は、江戸時代中期から後期の旗本。のちに安房館山藩の初代藩主。

## 生涯
享保8年（1723年）、山城淀藩主稲葉正親の三男として生まれる。享保20年（1735年）5月、分家を継いでいた次兄正福の養子となり、8月5日にその家督を継いで3000石の旗本となった。元文2年（1737年）8月には徳川家治の小姓となり、従五位下、越中守に叙任する。宝暦5年（1755年）9月、小姓組番頭格（御側御用取次見習）、12月には御側御用取次など、要職を歴任した。
やがて田沼時代に入ると、田沼意次に同調したため、明和6年（1769年）10月17日に上総・常陸国内で2000石を加増された。安永6年（1777年）4月には安房国内で2000石を加増され、天明元年（1781年）9月18日には安房・上総国内で3000石を加増されて合計1万石の大名、安房館山藩主となった。天明4年（1784年）5月12日には越前守に叙任され、天明5年（1785年）1月には安房・上総国内で3000石を加増され、1万3000石の大名となった。
しかし天明6年（1786年）に家治が死去し、意次が失脚すると、田沼派の排除を図る松平定信によって3000石を減知されて屋敷を召し上げられ、さらに御側御用取次も罷免されて幕府中枢から排除された。しかし安房館山藩稲葉家の存続は許され、寛政元年（1789年）7月8日、家督を四男の正武に譲って隠居した。
寛政5年（1793年）8月5日に死去した。享年71。

## 官歴
- 享保20年（1735年）8月5日：家督
- 元文2年（1737年）8月25日：西丸小姓（西丸：徳川家治）、8月28日：従五位下越中守
- 延享2年（1745年）9月25日：本丸付
- 宝暦5年（1755年）9月19日：小姓組番頭格・御側御用取次見習、12月15日：側衆・御側御用取次
- 宝暦10年（1760年）5月13日：二丸付（二丸：徳川家重）
- 宝暦11年（1761年）8月4日：本丸付
- 明和5年（1768年）11月16日：御側御用取次
- 明和6年（1769年）10月17日：加増2,000石
- 安永6年（1777年）4月21日：加増2,000石
- 天明元年（1781年）9月18日：加増3,000石
- 天明4年（1784年）5月12日：越前守
- 天明5年（1785年）1月29日：加増3,000石
- 天明6年（1786年）8月27日：免職・謹慎・減知3,000石・菊間広縁詰、閏10月18日：赦免
- 寛政元年（1789年）7月8日：致仕

## 系譜
父母
- 稲葉正親（実父）
- 稲葉正福（養父）

正室
- 戸田氏房の養女（戸田定浩の娘）

子女
- 長男：稲葉正令
- 次男：稲葉正賞（堀親民）
- 四男：稲葉正武